# Lonchophylla hesperia
Lonchophylla hesperia là một loài động vật có vú trong họ Dơi mũi lá, bộ Dơi. Loài này được G. M. Allen mô tả năm 1908.